# 声優生電話
『声優生電話』（せいゆうなまでんわ）は、スマートフォン専用放送局『NOTTV 1』にて2012年3月30日から2013年3月26日まで生放送されていた視聴者参加型トーク番組。

## 概要
MCはアメリカザリガニの柳原哲也と声優の原紗友里。毎回ゲスト声優を迎えて事前にエントリーした一般視聴者のゲスト声優に対する質問に答えていくのがこの番組の見どころ。NOTTVを視聴契約していない場合やNOTTV対応のスマートフォンを所有していない場合はアニメイトTVの番組特設サイトで動画共有サイト『Ustream』を利用して無料でライブ配信され、終了後は24時間限定でオンデマンド配信される。
- 2012年3月30日 - 11月2日 隔週金曜日 21:00 - 22:00
- 2012年11月6日 - 2013年3月26日 毎週火曜日 20:00 - 21:00

エントリーは放送1週間前の21時00分から放送当日20時30分まで行われる。
2014年6月4日 - 20日、人気回13話がアンコール放送された。

## 放送リスト
| 回 | 放送日 | 放送日   | ゲスト       | アンコール放送日時 |
| -- | ------ | -------- | ------------ | ------------------ |
| 0  | 2012年 | 3月30日  | 金田朋子     |                    |
| 1  | 2012年 | 4月20日  | 赤﨑千夏     |                    |
| 2  | 2012年 | 5月4日   | 鹿野優以     |                    |
| 3  | 2012年 | 5月18日  | 松来未祐     |                    |
| 4  | 2012年 | 6月1日   | 岩田光央     |                    |
| 5  | 2012年 | 6月15日  | たかはし智秋 |                    |
| 6  | 2012年 | 6月29日  | 浅野真澄     |                    |
| 7  | 2012年 | 7月13日  | 米澤円       |                    |
| 8  | 2012年 | 7月27日  | 榎本温子     |                    |
| 9  | 2012年 | 8月24日  | 野中藍       | 2014年6月19日12時  |
| 10 | 2012年 | 9月7日   | 関智一       |                    |
| 11 | 2012年 | 9月21日  | 真田アサミ   |                    |
| 12 | 2012年 | 10月5日  | 井上喜久子   | 2014年6月4日12時   |
| 13 | 2012年 | 10月19日 | 朴璐美       | 2014年6月5日12時   |
|    | 2012年 | 11月2日  | 総集編SP     |                    |
| 19 | 2012年 | 11月6日  | 金田朋子     | 2014年6月6日12時   |
| 20 | 2012年 | 11月13日 | 三上枝織     | 2014年6月18日12時  |
| 21 | 2012年 | 11月20日 | 荒川美穂     |                    |
| 22 | 2012年 | 11月27日 | 千葉進歩     |                    |
| 23 | 2012年 | 12月4日  | 前野智昭     | 2014年6月20日12時  |
| 24 | 2012年 | 12月11日 | 伊藤静       | 2014年6月18日14時  |
| 25 | 2012年 | 12月18日 | 矢尾一樹     |                    |
| 26 | 2012年 | 12月25日 | 菅沼久義     |                    |
| 27 | 2013年 | 1月8日   | 福原香織     | 2014年6月18日16時  |
| 28 | 2013年 | 1月15日  | 今野宏美     |                    |
| 29 | 2013年 | 1月22日  | 速水奨       |                    |
| 30 | 2013年 | 1月29日  | 山本彩乃     |                    |
| 31 | 2013年 | 2月5日   | 佐藤拓也     |                    |
| 32 | 2013年 | 2月12日  | 相沢舞       |                    |
| 33 | 2013年 | 2月19日  | 長谷川明子   | 2014年6月11日12時  |
| 34 | 2013年 | 2月26日  | たかはし智秋 | 2014年6月12日12時  |
| 35 | 2013年 | 3月5日   | 原由実       | 2014年6月13日12時  |
| 36 | 2013年 | 3月12日  | 江口拓也     | 2014年6月20日13時  |
| 37 | 2013年 | 3月19日  | 大久保瑠美   |                    |
| 38 | 2013年 | 3月26日  | 金子有希     | 2014年6月20日14時  |

## 主なスタッフ
- キャラクター - ノヤマコト
- 構成 - 安斎昌幸
- 演出 - 田中宣幸
- ディレクター - 黒沼雄太
- プロデューサー - 村中祐一
- 編成 - 宮川薫・柴田かおり
- 制作協力 - アマゾンラテルナ
- 製作 - NOTTV